# غذا بمب نه

Food not bombs

غذا، نه بمب مجموعه ای از کالکتیوهای مستقل غیر متمرکز است که غدای ویگان و گیاه‌خوارانه را با دیگران به اشتراک می‌گذارند. ایدئولوژی غذا نه بمب این است که اولویت‌های ابرشرکت‌ها و دولت‌ها شرایط را به گونه‌ای منحرف ساخته است که که در اوج فراوانی گرسنگی وجود داشته باشد. برای اعتراض به این شرایط (همچنین کاهش هزینه‌ها) بخش قابل ملاحظه‌ای از غذایی که به وسیله این گروه فراهم می‌شود مواد غذایی مازاد اما قابل استفاده‌ای است که فروشگاه‌های زنجیره‌ای، نانوایی‌ها دور می‌ریزند. این گروه شکلی از کنشگری فرانشیزی را به نمایش می‌گذارد.